# Je to jen konec světa
Je to jen konec světa (ve francouzském originále Juste la fin du monde) je francouzský a kanadský film z roku 2016 režiséra Xaviera Dolana. Předlohou k filmu je stejnojmenná divadelní hra od Jeana-Luca Lagarce. Dolan film nejen režíroval, ale také k němu napsal scénář a podílel se na produkci a střihu. Ve filmu si zahráli Gaspard Ulliel, Nathalie Baye, Marion Cotillard, Vincent Cassel a Léa Seydoux.
Film získal v roce 2016 hlavní cenu na filmovém festivalu v Cannes a tři ceny César, a to v kategoriích nejlepší režie, nejlepší střih (Xavier Dolan) a nejlepší herec (Gaspard Ulliel).

## O filmu
Mladý spisovatel Louis se po dvanácti letech vrací do rodného města ke své rodině, aby jim oznámil svou blížící se smrt. Toto shledání oživí mnohé vzpomínky, ale také obnoví konflikty, které mezi členy rodiny během let vznikly.

## Obsazení
| Gaspard Ulliel     | Louis                         |
| Nathalie Baye      | Martine, jeho matka           |
| Léa Seydoux        | Susanne, jeho mladší sestra   |
| Vincent Cassel     | Antoine, jeho starší bratr    |
| Marion Cotillard   | Catherine, Antoinova manželka |
| Antoine Desrochers | Pierre, bývalý přítel Louise  |
| Sasha Samar        | řidič taxíku                  |
| Jenyane Provencher | dívka na trampolíně           |
| Camille Bara       | pekařka                       |
| Axelle Patin       | běžkyně v parku               |

## Ohlasy
Film se objevil na seznamu Canada's Top Ten, který uvádí deset nejlepších kanadských celovečerních filmů z roku 2016. Filmy vybrala porota složená ze sedmi režisérů a expertů na filmový průmysl.

### Recenze
Film získal u českých filmových kritiků nadprůměrná hodnocení:
- Petr Cífka, MovieZone.cz, 8. července 2016, [1]
- Mojmír Sedláček, Fandíme filmu, 26. září 2016, [2]
- Jan Varga, Filmspot.cz, 7. listopadu 2016, [3]
- Tereza Šedivá, ČervenýKoberec.cz, 8. listopadu 2016, [4]
- Martin Staněk, TotalFilm.cz, 10. listopadu 2016, [5]
- Petra Rašková, Kulturio.cz, 13. listopadu 2016, [6]

### Ocenění
| Organizace                | Rok  | Cena                       | Oceněný        |
| ------------------------- | ---- | -------------------------- | -------------- |
| Filmový festival v Cannes | 2016 | Hlavní cena                | Xavier Dolan   |
| Filmový festival v Cannes | 2016 | Cena poroty                | Xavier Dolan   |
| César                     | 2017 | Nejlepší režisér           | Xavier Dolan   |
| César                     | 2017 | Nejlepší střih             | Xavier Dolan   |
| César                     | 2017 | Nejlepší herec             | Gaspard Ulliel |
| Prix Écrans canadiens     | 2017 | Nejlepší film              | Xavier Dolan   |
| Prix Écrans canadiens     | 2017 | Nejlepší režisér           | Xavier Dolan   |
| Prix Écrans canadiens     | 2017 | Nejlepší adaptovaný scénář | Xavier Dolan   |

### Nominace
- César 2017:
  - v kategorii nejlepší zahraniční film
  - Nathalie Baye v kategorii nejlepší herečka ve vedlejší roli
  - Vincent Cassel v kategorii nejlepší herec ve vedlejší roli

## Zajímavosti
- Xavier Dolan námět objevil díky své dvorní herečce Anne Dorval, která si zahrála v divadelní hře od Lagarce.
- Film je věnován kostymérovi Françoisovi Barbeau, který vytvářel kostýmy v Dolanových filmech.